# Mail Dominance
Mail Dominance — седьмой студийный альбом Esham A. Смита, выпущенный в 1999 году на лейбле Reel Life Productions, который к тому времени получил название Overscore. Это первый альбом Эшема, изданный на лейбле под этим названием

## Список композиций
1. «We Cumin' for U» (Smith) — 2:14
2. «Slow Motion» (Santos, Smith) — 3:14
3. «Outcha Atmosphere» (Santos, Smith) — 3:41
4. «E-Mail» (Jones, Smith) — 2:50
5. «Reload» (Smith) — 1:23
6. «Au Revoir» (Jones, Reed, Santos, Smith) — 3:44
7. «I’m Lovin It» (Santos, Smith) — 2:29
8. «Youknowucantride» (Smith) — 3:57
9. «King of Hearts» (Santos, Smith) — 4:04
10. «Whoa» (Esham, Santos) — 1:57
11. «Obiest» (Santos, Smith) — 3:01
12. «Twirk Yo Body» (Santos, Smith) — 3:32
13. «Night Vision» (Santos, Smith) — 3:58
14. «Getthefugoutmyface» (Smith) — 3:16
15. «Ozone Layer» (Smith) — 2:36
16. «I Need A Playmate» (Esham, Santos) — 4:27
17. «Lightyearsaway» (Santos, Smith) — 1:22
18. «California Dreamin'» (Santos, Smith) — 3:59
19. «No More Mr. Nice Guy» (Smith) — 2:13
20. «Velveeta» (Smith) — 2:23
21. «The Rev» (Smith) — 2:54
22. «Ah Ha» (Santos, Smith) — 2:45

## Участники записи
- Esham — продюсер
- Sue Gillis — бэк-вокал
- Mastamind — вокал
- TNT — вокал
- Laura Ruby — бэк-вокал
- Larry Santos — бэк-вокал
- Scott Santos — бэк-вокал
- Jade Scott — продюсер
- Zelah Williams — бэк-вокал

### Производство
- Производство: Esham, Santos
- Инженеры: Esham, Santos
- Мастеринг: Esham, Santos
- Графический дизайн: Matthew Kozuch-Rea